# Richard M. Krause
Richard M. Krause (* 4. Januar 1925 in Marietta (Ohio); † 6. Januar 2015) war ein US-amerikanischer Immunologe und Mikrobiologe.
Krause studierte am Marietta College (Bachelor-Abschluss 1947) und studierte Medizin an der Case Western Reserve University School of Medicine (M. D.-Abschluss 1952). 
Nach der Facharzt-Ausbildung (Internship, Residency) am Barnes-Hospital in St. Louis ging er 1954 an das Rockefeller Institute und Hospital, wo er Professor wurde. Er war ab 1975 Leiter des National Institute of Allergy and Infectious Diseases (NIAID) der National Institutes of Health (NIH) in Bethesda. 
Er sorgte dort für die Übernahme der Rekombinanten Gentechnik und initiierte in den Anfängen der Aidsepidemie Feldstudien in Haiti und Zaire, um den Ursprüngen der Epidemie auf die Spur zu kommen. Außerdem richtete er das Institut auf eine damals von ihm erkannte Rückkehr der Gefahr durch Bakterien aus, worüber er das Buch The Restless Tide (1981) schrieb. 
1984 ging er beim Public Health Service in den Ruhestand und wurde Dekan für Medizin der Emory University. 1989 wurde er wissenschaftlicher Berater des Fogarty International Center der NIH.
Er beschäftigte sich mit den spezifischen Antigenen in Bakterien, die eine Reaktion des Immunsystems verursachen, zum Beispiel Polysaccharide bei Streptokokken, und untersuchte die genetischen Faktoren, die die Immunreaktion beeinflussen.
1985 erhielt er die Robert-Koch-Medaille. Er war mehrfacher Ehrendoktor (unter anderem Marietta College, Hahnemann Medical College in Philadelphia, University of Rochester, Medical College of Ohio in Toledo, sowie einen juristischen Ehrendoktor der Thomas Jefferson University in Philadelphia).
1977 wurde er Fellow der National Academy of Sciences und 1980 Mitglied von dessen Institute of Medicine.

## Schriften
- Herausgeber Emerging Infections, Academic Press 2000
- The restless tide: the persistent challenge of the microbial world, National Foundation for Infectious Diseases, Washington D. C. 1981
- Herausgeber mit Edgar Haber: Antibodies in human diagnosis and therapy, Raven Press 1977